# Кожухівці
Кожухівці (словац. Kožuchovce) — село в Словаччині, Стропковському окрузі Пряшівського краю. Розташоване в північно-східній частині Словаччини.
Уперше згадується у 1618 році.
У селі є греко-католицька церква Різдва Пресвятої Богородиці з 1926 року в стилі бароко.

## Населення
| Рік:            | 1993 | 2003 | 2013    | 2023     |
| --------------- | ---- | ---- | ------- | -------- |
| Кількість осіб: | 73   | 73   | 68      | 47       |
| Різниця:        |      | +0 % | -6,84 % | -30,88 % |

| Рік:            | 2022 | 2023    |
| --------------- | ---- | ------- |
| Кількість осіб: | 49   | 47      |
| Різниця:        |      | -4,08 % |

В селі проживає 71 чол.
Національний склад населення (за даними останнього перепису населення — 2001 року):
- словаки — 70,15 %
- русини — 29,85 %

Склад населення за приналежністю до релігії станом на 2001 рік:
- греко-католики — 94,03 %,
- православні — 2,99 %,
- римо-католики — 1,49 %,
- не вважають себе віруючими або не належать до жодної вищезгаданої церкви: 1,49 %

| Словаччина | Це незавершена стаття з географії Словаччини. Ви можете допомогти проєкту, виправивши або дописавши її. |

1. ↑  Ця сторінка має Властивість Вікіданих P910: категорія за темою сторінки із значенням "Category:Kožuchovce", але не має назви українською мовою, яку треба додати за посиланням d:Special:SetLabelDescriptionAliases/Q9999504/uk.
Докладніше: Вікіпедія:Проєкт:Вікідані; Вікіпедія:Категоризація.
2. ↑  Hustota obyvateľstva - obce [om7014rr_obc=AREAS_SK, v_om7014rr_ukaz=Rozloha (Štvorcový meter)]. Statistical Office of the Slovak Republic. 28 березня 2024. Процитовано 8 лютого 2025.
3. ↑  Počet obyvateľov podľa pohlavia - obce (ročne) [om7101rr_obce=AREAS_SK]. Statistical Office of the Slovak Republic. 28 березня 2024. Процитовано 8 лютого 2025.
4. ↑  Останні вибори до органів місцевого врядування Словаччини відбулися 11 листопада 2018 року. Дані про голову місцевого уряду можуть бути неактуальними.
5. ↑  Kožuchovce. ŠÚ SR: sodbtn.sk (словац.). // детальні статистичні дані
6. 1 2  Počet obyvateľov podľa pohlavia - obce (ročne) [om7101rr_obce=AREAS_SK]. Statistical Office of the Slovak Republic. 28 березня 2024. Процитовано 8 лютого 2025.